# Kinglake
Kinglake är en stad i delstaten Victoria i Australien med invånar 1 482 år 2006. Kinglake ligger 57 km ifrån Victorias huvudstad Melbourne.
Staden var en av de hårdast drabbade under skogsbränderna i Australien 2009.